# 西尾昭彦
西尾 昭彦（にしお あきひこ）は、日本出身のエコノミスト、国際公務員。世界銀行副総裁。

## 人物・経歴
埼玉県所沢市生まれ。横浜市を経て、小学校4年から父の仕事の関係でアメリカ合衆国ロサンゼルスに移る。高校2年のときにJICA作文コンクールで入賞し、副賞のブラジル旅行で、国際的な仕事に興味を持つようになる。
神奈川県立横浜翠嵐高等学校卒業後、1983年一橋大学経済学部卒業（池間誠ゼミ出身）。一橋大学在学中フランス共和国アンジェの西カトリック大学に留学しフランス語のディプロマを取得。帰国後Newsweekでライターのアルバイトを経験し、卒業後は海外経済協力基金（現国際協力銀行）に入る。
1986年ケンブリッジ大学ペンブルック・カレッジ大学院修了（ブリティッシュ・カウンシル奨学生）、開発経済学修士。1988年YPPで世界銀行に入行。ハンガリーやチャドを担当したのち、1989年から1998年までインドネシア農村開発担当エコノミスト。1999年から2004年まで中国担当プログラム・コーディネーターを務め、"Blending"という仕組みを考案して100億円規模のプロジェクトを3件実現するなどした。
2004年ワシントンの世界銀行本部資源動員局（FRM）でIDA資金担当課長に就任。2006年から資源動員局長として国際開発協会（IDA）第15次増資交渉にあたり、4兆円規模を実現した。2009年から世界銀行研究所業務担当局長を務め組織改革を行った。2012年から世界銀行南アジア地域総局業務・戦略局長を務めたのち、公正成長・金融・制度（EFI）戦略・業務局長に就任。2019年世界銀行副総裁。アメリカ合衆国メリーランド州在住。

## 著作
- "Sulawesi’s Cocoa Boom: Lessons of Smallholder Dynamism and Hands-Off Policy"Bulletin of Indonesian Economic Studies, The Australian National University, 1997
- "The Benefits of Land Registration and Titling: Economic and Social Perspectives"Land Use Policy, 1999
- 『実践で活きる経済学 経済セミナー』日本評論社　2020